# 克莱尔·霍林沃思
克莱尔·霍林沃思（或譯為霍林伍茲，1911年10月10日—2017年1月10日），英國籍女戰地記者，於1938年效力英國每日電訊報（The Daily Telegraph）時，以率先報導第二次世界大戰以及採訪過無數重大事件聞名，其中包括越戰、阿爾及利亞獨立戰爭、印度與巴基斯坦戰爭以及中國文化大革命。她取得獎學金在倫敦大學學院斯拉夫與東歐研究學院學習，並且爭取到前往薩格勒布大學進修克羅地亞語的機會。

## 生平
1938年她不顾德国特务组织“盖世太保”对她协助难民工作的监视，冒险进入纳粹德国，亲眼见证入侵波兰的德军坦克开启了第二次世界大战。霍林沃思不止一次地冒着极大的危险，为英国的报纸在非洲和中东地区，现场采访二战当中的历史性战役。后来她也曾经分别在阿尔及利亚和越南，以及其它地方，作过同样的战地报导工作。1947年，恐怖份子在耶路撒冷大卫王酒店进行炸弹袭击时，逃过一劫。她后来成为中国文革时期之后，第一名派驻北京的西方媒体记者。在1980年退休後，長期定居香港。
霍林沃思有3段婚姻，沒有子女。
2017年1月10日，霍林沃思在香港辭世，享壽105歲。